# John Celski
John Robert Celski (auch J.R. Celski; * 17. Juli 1990 in Monterey, Kalifornien) ist ein US-amerikanischer Shorttracker.

## Werdegang
Der erste internationale Auftritt Celskis war bei der Juniorenweltmeisterschaft 2006 im rumänischen Miercurea Ciuc. Dort erreichte er über 500 Meter das Finale und gewann die Bronzemedaille beim Sieg des Deutschen Robert Seifert. Da er auch die beiden anderen Strecken, 1000 m und 1500 m, auf guten Plätzen beendete, qualifizierte er sich für das Super-Finale der besten Athleten der Junioren-WM über 1500 Meter. Hier wurde er Sechster, insgesamt gelang ihm der achte Rang.
Schon zuvor war Celski als neues großes amerikanisches Talent und als Nachfolger von Apolo Anton Ohno gehandelt worden, zumal er im gleichen Inline-Skate-Verein wie Ohno Mitglied war. Dennoch kam er auch in der folgenden Saison weder im Weltcup noch bei weiteren Großereignissen zum Einsatz, auch in der Saison 2007/08 kam er zu keinem Weltcupeinsatz. Dafür startete Celski zum zweiten Mal bei einer Junioren-WM, diesmal im italienischen Bozen. Hier konnte er zwar drei vierte Plätze erreichen, dennoch blieb ihm eine Medaille verwehrt. Auch im Gesamtklassement verpasste er als Fünfter das Podium knapp.
Erst im Shorttrack-Weltcup 2008/09 gelang ihm der erste Einsatz in der höchsten Wettkampfserie und sogleich hatte er als Vierter über 1500 Meter seine erste Finalplatzierung. Außerdem wurde er bereits in seinem zweiten Rennen mit der amerikanischen Staffel in Vancouver Weltcupsieger, er triumphierte gemeinsam mit Ohno, Jeff Simon und Anthony Lobello.
Bei den Shorttrack-Weltmeisterschaften 2009 in Wien überraschte Celski mit dem Gewinn der Goldmedaille über 3000 m sowie mit der Staffel über 5000 m. Zudem gewann er Bronze über 1000 und 1500 m sowie mit 65 Punkten Silber in der Gesamtwertung. Bei den Olympiatrials der Vereinigten Staaten im September 2009 konnte Celski zwar den zweiten Platz der Gesamtwertung erreichen, zog sich aber im Finale über 500 m bei einem Sturz eine schwere Verletzung zu, nach der er fünf Monate ein strenges Reha-Programm durchlaufen musste und eine Rückkehr zum Shorttrack-Sport lange in Frage stand. Pünktlich zu den Olympischen Winterspielen 2010 in Vancouver war Celski wieder fit und gewann über 1500 m sowie mit der Staffel die Bronzemedaille. Beim Rennen über 1000 m wurde er nach einer Behinderung von François Hamelin disqualifiziert.
Nur wenige Wochen nach den Spielen startete Celski bei den Shorttrack-Weltmeisterschaften 2010 in Sofia. Dabei erreichte er, nachdem er alle Vorläufe gewonnen hatte, das Finale über 1500 m. Dort musste er sich jedoch den drei Südkoreanern geschlagen geben und verpasste am Ende als Vierter nur knapp eine Medaille. Während der Vorläufe über 500 m wurde Celski in einen Sturz des Kanadiers François-Louis Tremblay verwickelt und später disqualifiziert. Im Finale über 1000 m gewann er hinter Lee Ho-Suk und Kwak Yoon-Gy die Bronzemedaille. In der Gesamtwertung verpasste er als Vierter erneut nur knapp eine Medaille.
Nach der Weltmeisterschaft gab Celski bekannt, ein Jahr vom Shorttrack zu pausieren. In dieser Zeit produzierte er für die Northwest Hip Hop Scene einen Dokumentarfilm unter dem Titel „The Otherside“. Die Premiere des Films fand am 31. Mai 2013 beim Seattle International Film Festival statt.
Im Sommer 2011 kam Celski zurück zum Shorttrack. Jedoch musste er im Dezember 2011 nach einer Verletzung der Knöchel erneut pausieren. Dies führte schlussendlich auch zur Absage der Teilnahme an den Shorttrack-Weltmeisterschaften 2012. Im September 2012 gewann er die US-amerikanischen Meisterschaften und sicherte sich damit einen Startplatz im Weltcup-Kader. Beim ersten Weltcup in Calgary konnte Celski als erster Shorttracker die 500 m unter 40 Sekunden laufen und stellte mit 39,937 Sekunden einen neuen Weltrekord auf. Mit dieser Leistung gewann er zudem den Weltcup. Es blieb jedoch sein einziger Sieg der Saison. Er konnte jedoch noch drei zweite und drei dritte Plätze erreichen.
Celski gewann bei den Olympischen Winterspielen 2014 in Sotschi mit der Staffel die Silbermedaille. Bei der WM 2014 wurde er in Montreal im 3000-m-Superfinale Weltmeister und erreichte im Mehrkampf und über 500 m Silber.

## Privates
Nach seiner Geburt in Monterey, Kalifornien, wo sein Vater Robert Celski bei der United States Army diente, wuchs Celski in Federal Way, Washington auf. Sein Vater ist polnischer und seine Mutter philippinischer Abstammung. John Celski hat zwei Brüder, Chris and David. Er besuchte die Lakewood High School in Lakewood und später die Todd Beamer High School in Federal Way, welche er erfolgreich abschloss. Nach den Olympischen Spielen 2010 begann Celski an der University of California in Berkeley zu studieren, brach das Studium aber kurze Zeit später wieder ab und begann für die Kunstszene von Seattle als Promoter zu arbeiten. Celski lebt heute in Salt Lake City.